# Hisar Airport
Hisar Airport är en flygplats i Indien.   Den ligger i distriktet Hisar och delstaten Haryana, i den norra delen av landet, 150 km väster om huvudstaden New Delhi. Hisar Airport ligger 213 meter över havet.
Terrängen runt Hisar Airport är mycket platt. Runt Hisar Airport är det tätbefolkat, med 442 invånare per kvadratkilometer. Närmaste större samhälle är Hisar, 4,2 km sydväst om Hisar Airport. Trakten runt Hisar Airport består till största delen av jordbruksmark.